# 凯瑟琳·比廷

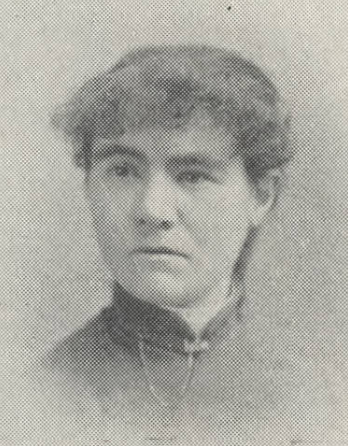
1895年的凯瑟琳·比廷

凯瑟琳·高登·比廷（英語：Katherine Golden Bitting，1869年4月29日—1937年10月15日）美国食品化学家，也是有关食品保存论文的高产作者。为协助自己的调查与研究，凯瑟琳和她的丈夫阿弗里尔·比廷收集了从古至今大量的“有关食品的来源、制作和消费，与它们的化学、细菌学和保存”的资料。比廷夫妇后来将大量有关食品保存和烹调的文献捐赠给美国国会图书馆，被称为比廷收藏，其中包含了大量十八和十九世纪英美食品制作的文献，和一部分重要的法国、德国和意大利的文献。很多现代食品安全的实践和技术都直接来源于此。

## 生平与研究
凯瑟琳·比廷生于加拿大安大略省的斯特拉特福。自幼随全家移居美国马萨诸塞州。1886年凯瑟琳从Salem Normal学校（萨勒姆州立大学）毕业。1890年进入普渡大学就读，在完成硕士论文的同时，他担任普渡农业推广站的助理植物学家。他的丈夫阿弗里尔·比廷是一位兽医教授，同时也是厨艺专家和几本食谱的作者。1893年她开始在普渡任教, 讲解生物学、结构植物学和细菌学。1895年他获得普渡大学获得科学博士学位，并成为印第安纳州科学院院士
1907年9月，比廷被任命为美国农业部化学局化学部门的微生物分析员。她的第一份工作是与丈夫合作开发一种无防腐剂番茄酱生产方法。比廷夫妇将他们在拉法耶特的家变成了番茄酱工厂，生产了数百瓶调味品。他们从数十家工厂收集番茄酱样本进行分析。观察样品并进行变质实验，最终确定了添加糖和醋可以防止变质。1909 年他们以“番茄酱变质的实验”为题发表了这一发现。1915 年又出版了两本专著《制造商的番茄酱方法》和《显微》。
1913-1918年比廷夫妇在国家罐头厂联盟担任微生物分析员。他们在 1937 年出版了“阿佩尔法或罐装的艺术”。1919年起她在玻璃容器协会担任细菌学研究员。

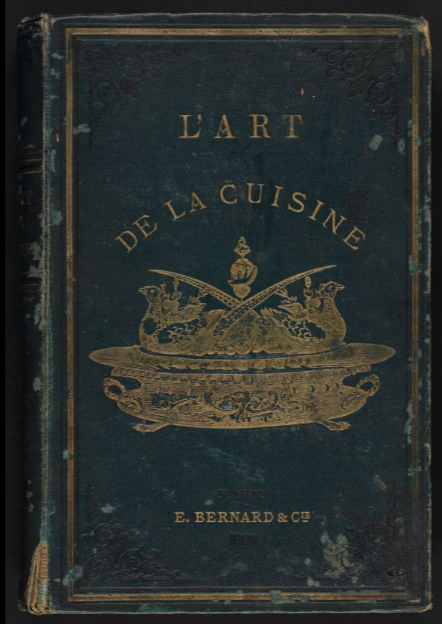
《美食的艺术》封面，来自于国会图书馆的比廷收藏

比廷夫妇多达4,346卷的收藏现藏于国会图书馆的珍本和特藏部，包含从15世纪到20世纪的美食有关的文献。策展人里奥纳德·拜克给了它一个专业的评价，将她的收藏与美食作家伊丽莎白·罗宾斯·潘奈尔的收藏并称。并提供数字版本。

## 著作
- Bitting, K. G., & Purdue University. (1896). Yeasts and Their Properties. Lafayette: Purdue University, Dept. of Biology.
- Bitting, K. G. (1896). On bread and Bread-Making. La Fayettte, Ind: Purdue University.
- Bitting, K. G. (1897). Pure Yeast in Bread.
- Bitting, K. G., & National Canners Association. (1917). Deterioration in asparagus. Washington, D.C: Research Laboratory, National Canners Association.
- Bitting, K. G., & National Canners Association. (1917). Lye peeling. Washington, D.C: Research Laboratory, National Canners Association.
- Bitting, K. G. (1920). The effect of certain agents on the development of some moulds. Washington, D.C.: National capital Press.
- Bitting, K. G. (1920). The olive. Chicago, Ill: Glass Container Association of America.
- Bitting, K. G. (1924). Un Bienfaiteur De lIhumanité: [a tribute to M. Nicolas Appert]. United States: s.n..
- Bitting, K. G. (1939). Gastronomic bibliographic （页面存档备份，存于）. San Francisco, California.